# José Luis Arrieta
Pour les articles homonymes, voir Arrieta.
Arrieta  Lujambio est un nom espagnol. Le premier nom de famille, en général paternel, est Arrieta ; le second, en général maternel, souvent omis, est Lujambio.
José Luis Arrieta Lujambio est un coureur cycliste espagnol né le 15 juin 1971 à Saint-Sébastien. Il a été professionnel de 1993 à 2010.

## Biographie
José Luis Arrieta commence sa carrière professionnelle en 1993 au sein de l'équipe Banesto. Il effectue treize saisons dans cette formation, devenue iBanesto.com en 2001, puis Illes Balears en 2004. Il est connu pour avoir été au service de Miguel Indurain pendant le Tour de France 1996 et d'Alex Zülle en 1999.
En 2006, il rejoint l'équipe française AG2R Prévoyance en compagnie de son leader Francisco Mancebo. Sur la Grande boucle 2006, lors de la 11e étape, il a emmené Cyril Dessel dans la montée et la descente de l'Aspin et a réduit l'écart entre le groupe de tête et le groupe maillot jaune. Il s'est également illustré par des échappées lors des 3e et 15e étapes. En septembre 2006, il remporte la principale victoire de sa carrière en s'adjugeant la 19e étape du Tour d'Espagne. Il met un terme à sa carrière à l'issue de la saison 2010, après dix-sept saisons de professionnalisme. 
Son fil Igor est également coureur cycliste. 

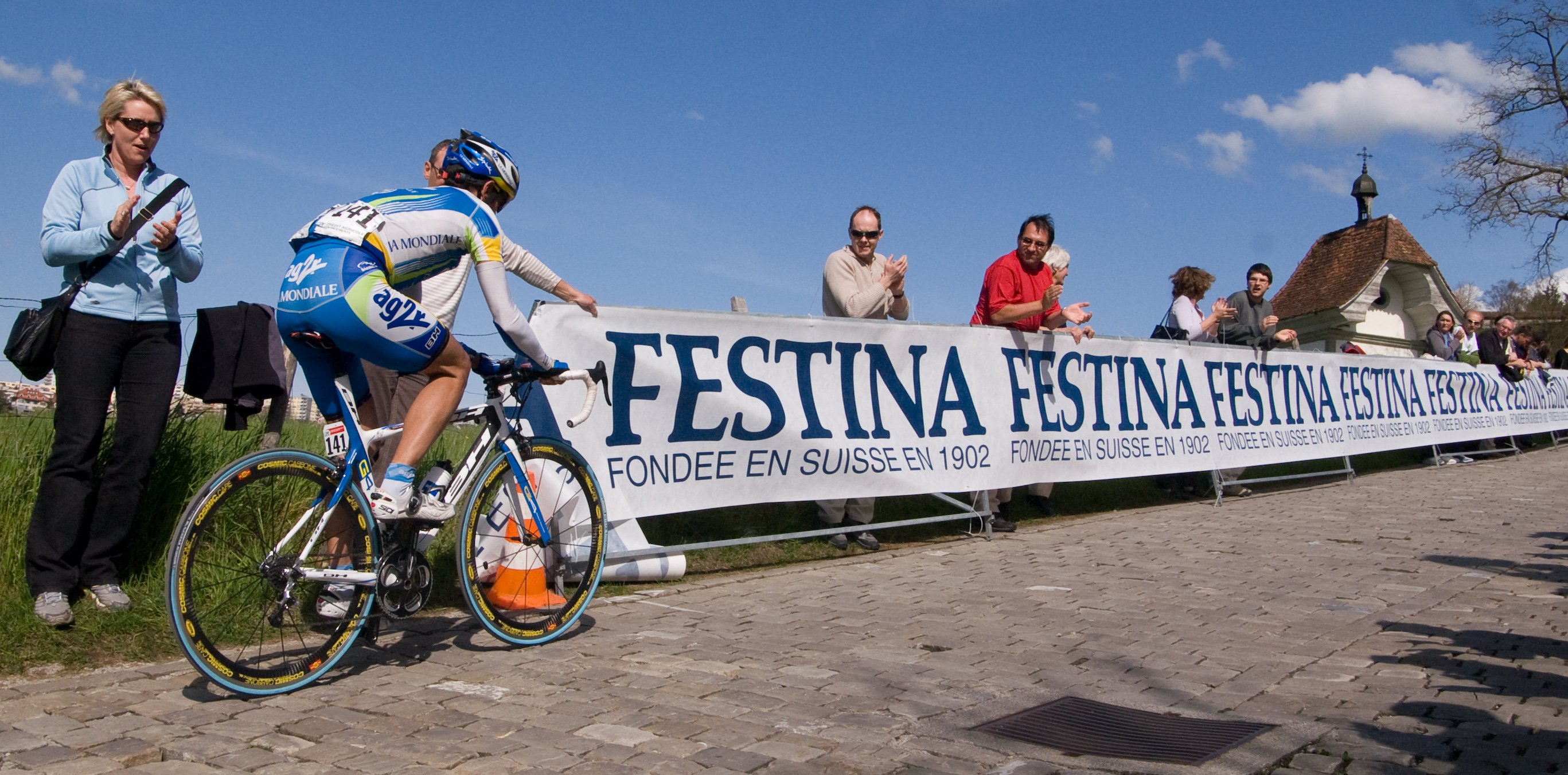
José Luis Arrieta durant la deuxième étape du Tour de Romandie 2008.

## Palmarès et résultats

### Palmarès amateur
- 1988
  - 3e du Tour de Pampelune
- 1989
  -  Champion d'Espagne sur route juniors
  - 3e du Tour de Pampelune
- 1991
  - 3e étape du Tour de Tolède
  - 6e étape du Circuito Montañés
  - 3e du Circuito Montañés
- 1992
  - Mémorial Rodríguez Inguanzo
  - 3e du Tour de Navarre

### Palmarès professionnel
- 2002
  - 1re étape du Tour des Asturies
- 2004
  - 2e étape du Tour de Castille-et-León (contre-la-montre par équipes)
- 2006
  - 19e étape du Tour d'Espagne

### Résultats sur les grands tours

#### Tour de France
10 participations
- 1996 : 32e
- 1997 : 75e
- 1998 : abandon
- 1999 : 46e
- 2000 : 57e
- 2005 : 74e
- 2006 : 28e
- 2007 : 52e
- 2008 : 72e
- 2009 : 81e

#### Tour d'Italie
5 participations
- 1993 : 105e
- 1994 : 49e
- 1995 : 64e
- 1999 : 34e
- 2001 : 29e

#### Tour d'Espagne
8 participations
- 2000 : 103e
- 2003 : 106e
- 2004 : 28e
- 2006 : 44e, vainqueur de la 19e étape
- 2007 : 59e
- 2008 : 55e
- 2009 : 81e
- 2010 : abandon (15e étape)

### Classements mondiaux
| Année                  | 2006 | 2007 | 2008 | 2009 | 2010 |
| ---------------------- | ---- | ---- | ---- | ---- | ---- |
| Classement ProTour     | 132e | 227e |      |      |      |
| Calendrier mondial UCI |      |      |      |      | 245e |